# Campagne des Six-Jours
Sixième Coalition
Batailles
Campagne de Russie (1812)
- Liste des batailles
- Mir
- Moguilev
- Ostrovno
- Vitebsk
- Kliastitsy
- Smolensk
- 1re Polotsk
- Valoutina Gora
- Moskova
- Moscou
- Winkowo
- 2e Polotsk
- Maloïaroslavets
- Gorodnia
- Czaśniki
- Viazma
- Smoliani
- Krasnoï
- Bérézina

Campagne d'Allemagne (1813)
- Dantzig
- Lunebourg
- Möckern
- Lützen
- Bautzen
- Reichenbach
- Haynau
- Luckau
- Hoyerswerda
- Lauenbourg
- Goldberg
- Gross Beeren
- Katzbach
- Dresde
- Kulm
- Dennewitz
- Peterswalde
- Liebertwolkwitz
- Leipzig
- Hanau
- Sehested
- Torgau
- Hambourg

Campagne de France (1814)
- Sainte-Croix-en-Plaine
- Besançon
- Mayence
- Metz
- Saint-Avold
- 1re Saint-Dizier
- Brienne
- La Rothière
- Campagne des Six-Jours (Champaubert
- Montmirail
- Château-Thierry
- Vauchamps)
- Mormant
- Montereau
- Bar-sur-Aube
- Saint-Julien
- Laubressel
- Berry-au-Bac
- Craonne
- Coutures
- Laon
- Soissons
- Mâcon
- Reims
- Saint-Georges-de-Reneins
- Limonest
- Arcis-sur-Aube
- Fère-Champenoise
- 2e Saint-Dizier
- Meaux
- Claye
- Villeparisis
- Paris

- Feistritz
- Caldiero (en)
- Trieste
- Mincio

- Hoogstraten (de)
- Anvers
- Berg-op-Zoom
- Courtrai

La campagne des Six-Jours est une série de quatre batailles qui ont eu lieu entre le 9 et le 14 février 1814 entre l'armée française de Napoléon Ier et les forces de la Coalition commandées par Schwarzenberg et Blücher. Cet épisode se situe dans le cadre plus général de la Campagne de France de 1814.

## Description
Grandement désavantagé numériquement face aux armées coalisées réunies contre lui, Napoléon réussit à manœuvrer entre la grande armée de Bohême du prince Schwarzenberg et l’armée de Silésie de Blücher. Les troupes de ce dernier sont alors défaites à quatre reprises lors des batailles de Champaubert, de Montmirail-Marchais, des Caquerets-Château-Thierry et de Vauchamps.
L’expression « campagne des Six-Jours » vient probablement du commandant Weil qui parle de la « merveilleuse campagne des six jours » dans son ouvrage La Campagne de 1814, d'après les documents des Archives impériales et royales de la guerre à Vienne (1892).